# Kontrasty
Kontrasty (o Contrasts) è un festival internazionale di musica contemporanea organizzato dal 1995 nei mesi di settembre e ottobre a Leopoli, in Ucraina.
Il festival è incentrato sulla musica ucraina contemporanea con il fine di metterne in luce la diversità di forme, stili, generi e interpretazioni. Kontrasty è uno dei principali festival di musica classica moderna in Ucraina, insieme al Kiev Music Fest e al Two Days and Two Nights of New Music.
Il concetto del festival fu inizialmente incentrato sulla musica sperimentale. Nel tempo questa scelta è diventata sempre meno radicale, fino ad arrivare nuovamente ad un avvicinamento alla natura sperimentale del festival.
Tra i fondatori di Kontrasty ci sono il direttore d'orchestra Roman Revakovich, il compositore Yuri Lanyuk e il musicologo Yarema Yakubyak. Il consiglio artistico comprende Myroslav Skoryk (presidente) e Alexander Shchetynsky. Il direttore del festival è Vladimir Sivokhip.
Il programma del festival comprende opere di compositori contemporanei, unendo anteprime a classici del XX secolo ed epoche passate. Alcuni concerti si basano sul confronto tra lo stile musicale d'epoca e quello moderno, in cui musica barocca o classica coesistono all'interno di un concerto, uniti a composizioni contemporanee. Krzysztof Penderecki (1996, 1999), Gia Kancheli (2014), Arvo Pärt (2001), Sofia Gubaidulina (2012), Sigmund Krause (2008), Saulius Sondeckis (2006), Leonid Grabovsky (2010), Bohuslav Schaeffer (2005) ed Elzbieta Sikora (2011) sono alcuni tra i più famosi partecipanti al festival.